# Фторид диурана-калия
Фторид диурана-калия — неорганическое соединение, двойной фторид калия и урана с формулой KU2F9, зелёные кристаллы.

## Получение
- Сплавление фторида урана и фторида калия[1]:

{\displaystyle {\mathsf {KF+2UF_{4}\ {\xrightarrow {765^{o}C}}\ KU_{2}F_{9}}}}

## Физические свойства
Фторид диурана-калия образует зелёные кристаллы ромбической сингонии, пространственная группа P nma, параметры ячейки a = 0,87021 нм, b = 1,14769 нм, c = 0,70350 нм, Z = 4.